# Filibert I de Gramont
Filibert I de Gramont (Comte de Guiche, i senescal de Bearn, 1552 - 1580)
El 1567 es casà amb la molt jove (13 anys) Diana d'Audouins de malnom la bella Corisanda amb qui va tenir un fill, Antoni II de Gramont i Guiche. Després de la mort de Filibert, Diana fou una de les amants d'Enric IV.
Sent governador de Baiona, morí a conseqüències de les ferides rebudes en el setge de La Fère.